# Амаль Пеллегріно
Амаль Пеллегріно (норв. Amahl Pellegrino, нар. 18 червня 1990, Драммен) — норвезький футболіст, нападник клубу МЛС «Сан-Хосе Ерсквейкс».
Виступав, зокрема, за клуби «Ліллестрем», «Крістіансунн» та «Буде-Глімт».
Чемпіон Норвегії.

## Ігрова кар'єра
Народився 18 червня 1990 року в місті Драммен. Вихованець юнацьких команд футбольних клубів Glassverket, Askollen та «Драммен».
У дорослому футболі дебютував 2009 року виступами за команду «Драммен», у якій провів два сезони. 
Протягом 2012—2014 років захищав кольори клубу «Берум».
Своєю грою за останню команду привернув увагу представників тренерського штабу клубу «Ліллестрем», до складу якого приєднався 2014 року. Відіграв за команду з Ліллестрема наступний сезон своєї ігрової кар'єри.
Згодом з 2015 по 2021 рік грав у складі команд «Мйондален», «Стремсгодсет», «Крістіансунн» та «Дамак».
До складу клубу «Буде-Глімт» приєднався 2021 року. Станом на 25 січня 2022 року відіграв за команду з Буде 34 матчі в національному чемпіонаті.

## Титули і досягнення

### Командні
- Чемпіон Норвегії (2):

«Буде-Глімт»: 2021, 2023

### Особисті
- Кращий бомбардир (2):

Елітесеріен 2022 (25), Елітесеріен 2023 (24)